# Entropa
Ne doit pas être confondu avec Entropia

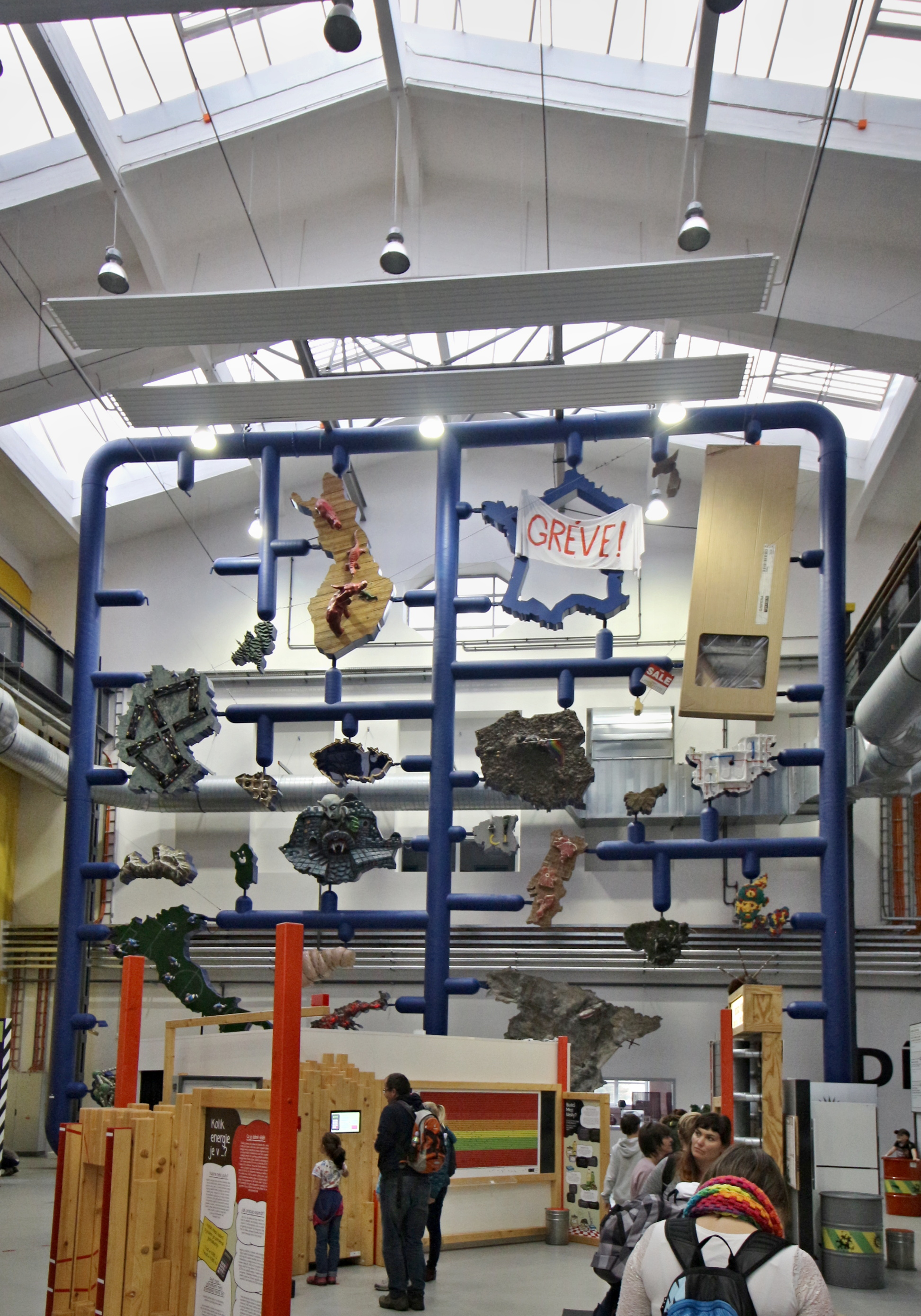
Vue partielle d’Entropa à Plzeň en 2018.

Entropa est une sculpture satirique créée par l'artiste controversé David Černý et commandée par le gouvernement de la République tchèque pour marquer sa présidence du Conseil de l'Union européenne. Elle avait été prétendument créée par 27 artistes ou groupes d'artistes originaires des pays membres de l'UE ; il s'est avéré qu'en fait cette sculpture a été réalisée par Černý et trois assistants.
L'œuvre monumentale installée dans l'atrium du bâtiment Justus Lipsius à Bruxelles, a été dévoilée le 12 janvier 2009. Les éléments mobiles et multimédias ont été mis en route le 15 janvier 2009. Une copie pourrait apparaitre sur le mur de la nouvelle scène du théâtre national à Prague.
Le Conseil de l'Union européenne possède un système présidentiel tournant, par lequel les chefs d'État ou de gouvernement des pays membres assurent à tour de rôle la gouvernance, la rotation s'effectuant tous les six mois. À chaque présidence une nouvelle exposition est installée au Justus Lipsius, siège du Conseil. La France qui assurait la présidence juste avant celle de la République tchèque avait simplement érigé une montgolfière tricolore.

## Représentation des nations
Les 27 membres de l'Union européenne sont caricaturés par divers symboles, censés illustrer les stéréotypes attachés à leur image.

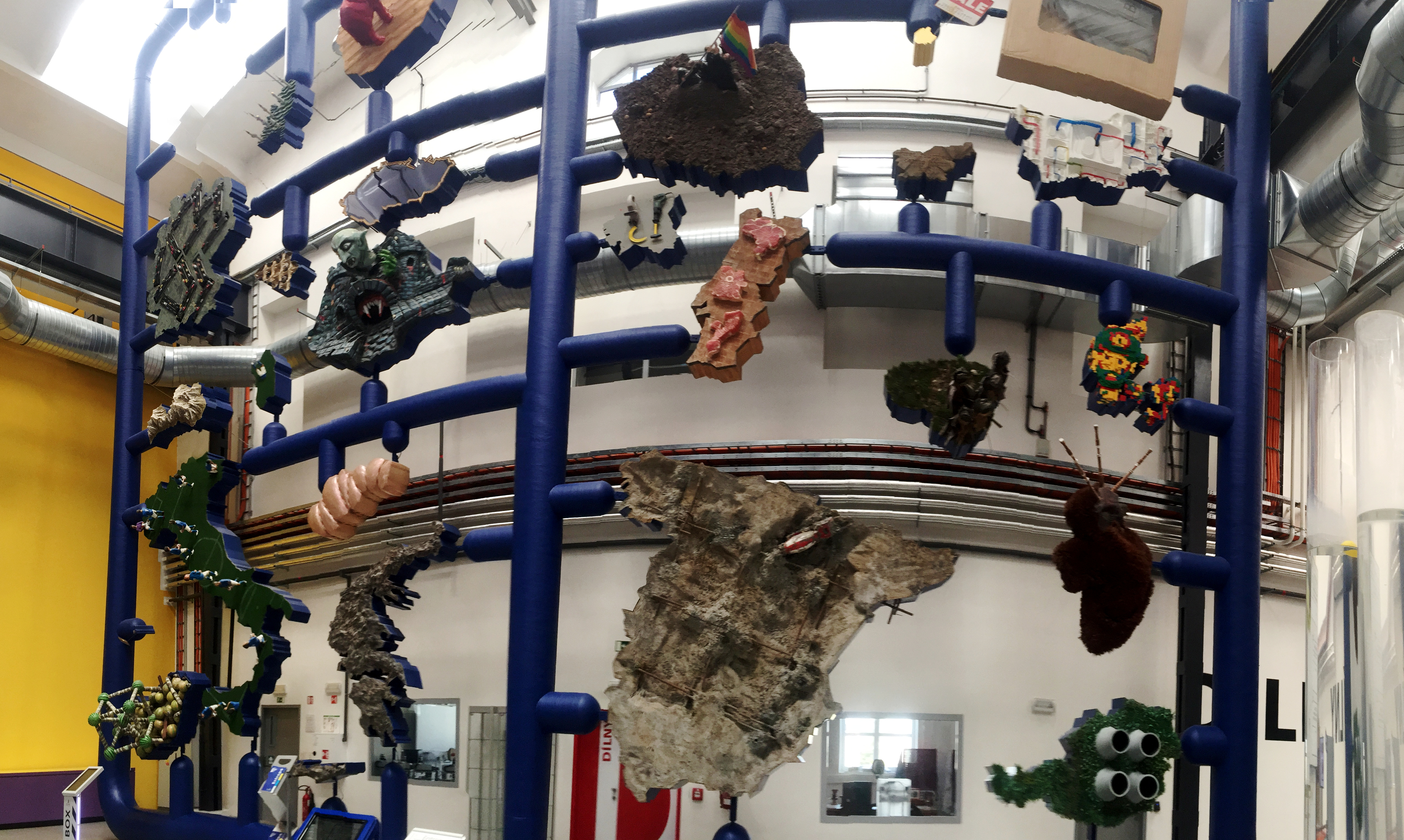
Détail de la sculpture.

- Autriche : pays connu pour son opposition à l'énergie nucléaire. Est représentée comme un champ vert surplombé par des tours de refroidissement (de centrales nucléaires ?).
- Allemagne : réseau autoroutier dont l'enchevêtrement peut évoquer une croix gammée (ce que l'artiste dément).
- Belgique : représentée sous la forme d'une boîte de pralines ouverte[4].
- Bulgarie : représentée sous la forme de toilettes à la turque[4]. Devant l'indignation bulgare, l'œuvre a été recouverte d'un voile noir. L'incident est déclaré clos mais la nouvelle représentation trouve tout à fait sa place dans une œuvre dénonçant les stéréotypes[5].
- Chypre : puzzle coupé en deux parties.
- Danemark : représenté sous la forme d'un assemblage, de briques Lego, qui représente Mahomet tel qu'il apparaît dans une "caricature" danoise.
- Espagne : représentée totalement bétonnée avec une bétonnière située au nord[4].
- Estonie : représentée sous la forme d'un marteau et d'une faucille électriques, l'Estonie ayant débattu de l'interdiction des symboles communistes.
- Finlande : représentée sous la forme d'un sol en bois avec un éléphant et un hippopotame (référence à la chasse).
- France : drapée d'une banderole « GRÈVE ! » (en français)[4].
- Grèce : entièrement couverte de flammes, représentant les gigantesques feux de forêts de 2007.
- Hongrie : recouverte de poivrons et surplombée d'un Atomium construit en produits d'agriculture national, melons et saucisses hongroises.
- Irlande : représentée comme un marécage avec des tuyaux de cornemuse sortant de l'Irlande du Nord. Les cornemuses jouent de la musique toutes les cinq minutes.
- Italie : transformée en terrain de football sur lequel se tiennent neuf joueurs se masturbant chacun avec le ballon de football qu'ils tiennent dans leurs mains[4].
- Lettonie : montrée recouverte de montagnes, alors que ce pays est très plat.
- Lituanie : le pays est surplombé d'un monument de « soldats Manekenpis » urinant sur leurs voisins de l'est.
- Luxembourg : en plaqué or épinglé d'une affiche « A VENDRE » [4].
- Malte : représenté sous la forme d'une ile minuscule avec comme seule décoration son éléphant nain préhistorique surplombé d'une loupe.
- Pays-Bas : totalement recouverts par les flots dont seuls des minarets dépassent[4].
- Pologne : représentée par des prêtres plantant un drapeau arc-en-ciel, symbole de la communauté LGBT, d'une façon évoquant la photographie Raising the Flag on Iwo Jima [4].
- Portugal : représentée sous la forme d'une planche à découper avec des pièces de viande ayant la forme de ses anciennes colonies : le Brésil, l'Angola et le Mozambique.
- République tchèque : transférée en écran LED sur lequel défilent des citations du président tchèque, Václav Klaus.
- Roumanie : représentée par une maison hantée « Dracula » de parc de loisirs.
- Royaume-Uni : connu pour son euroscepticisme, il est non représenté par un espace vide en haut à gauche de l'œuvre d'art.
- Slovaquie : représentée sous forme d'une saucisse hongroise. Ceci est peut-être un rappel de la guerre de la saucisse entre la Slovaquie et la République tchèque[6]
- Slovénie : représentée par une pierre gravée des mots : « First tourists came here in 1213 » (Les premiers touristes sont venus ici en 1213).
- Suède : sa forme n'est pas visible. Elle est représentée par un carton de meuble à assembler IKEA contenant un avion de combat Gripen du constructeur Saab. Ceci est un rappel des soupçons de pot de vin autour d'une vente d'avion de ce modèle à la République tchèque[7],[8].